# Wiązów
Wiązów (deutsch: Wansen) ist eine Stadt im Powiat Strzeliński der Woiwodschaft Niederschlesien in Polen. Die Stadt mit 2335 Einwohnern ist Sitz der gleichnamigen Stadt- und Land-Gemeinde.

## Geographie
Wiązów liegt etwa 40 Kilometer südlich von Breslau und etwa 13 Kilometer nordöstlich von Strzelin (Strehlen) in der Nizina Śląska (Schlesische Tiefebene) am rechten Ufer der Ohle (polnisch Oława), einem linken Nebenfluss der Oder. Am westlichen Ortsrand fließt der Mühlgraben (Młynówka), ein Seitenarm der Ohle.
Nachbarorte sind Witowice (Weigwitz) im Norden, Miechowice Oławskie (Mechwitz) im Osten, Janowo (Johnwitz) im Südosten, Stary Wiązów (Alt Wansen) im Süden, Zborowice (Spurwitz) im Südwesten und Gułów (Gaulau) im Nordwesten.

## Geschichte

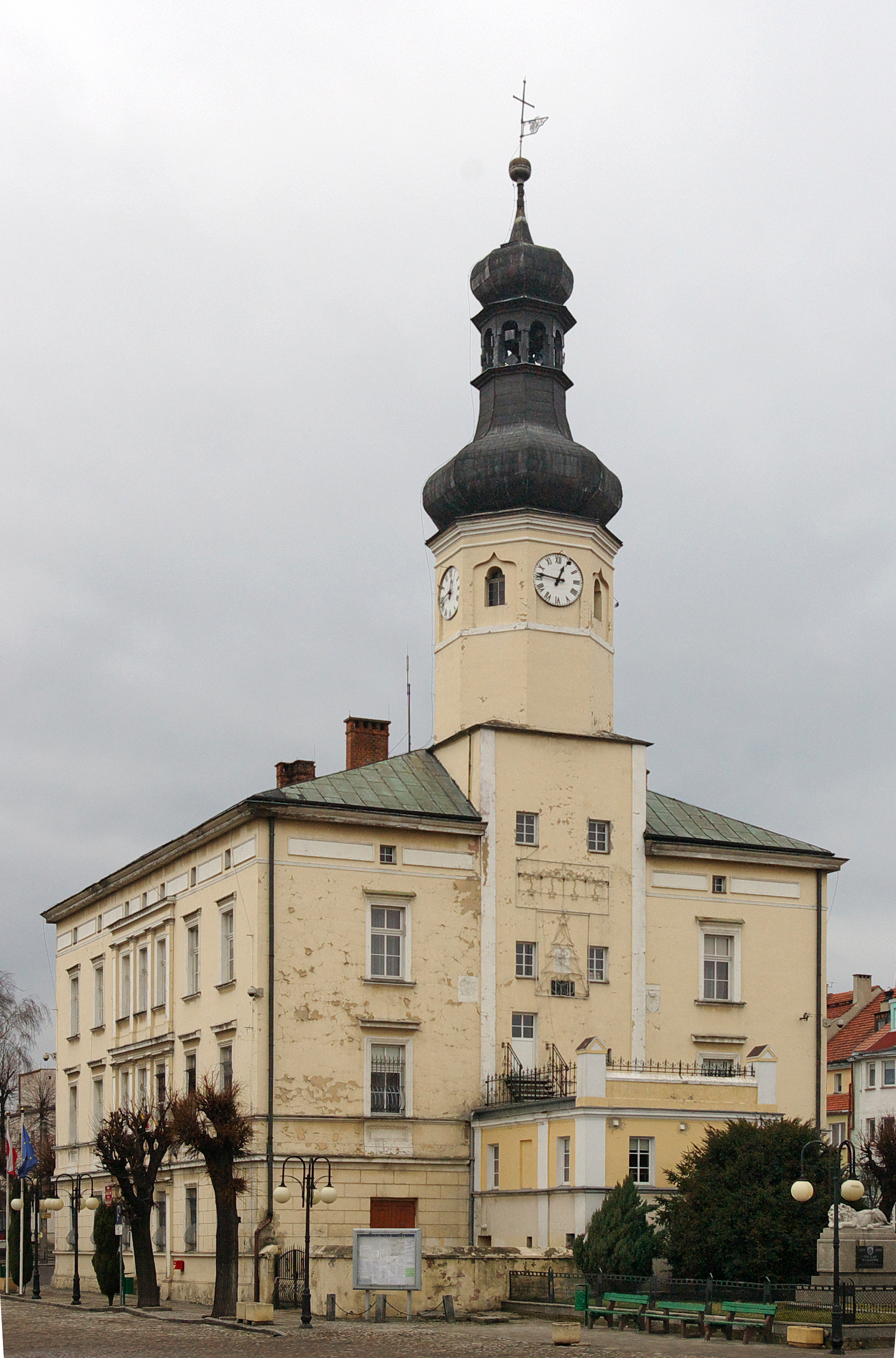
Rathaus

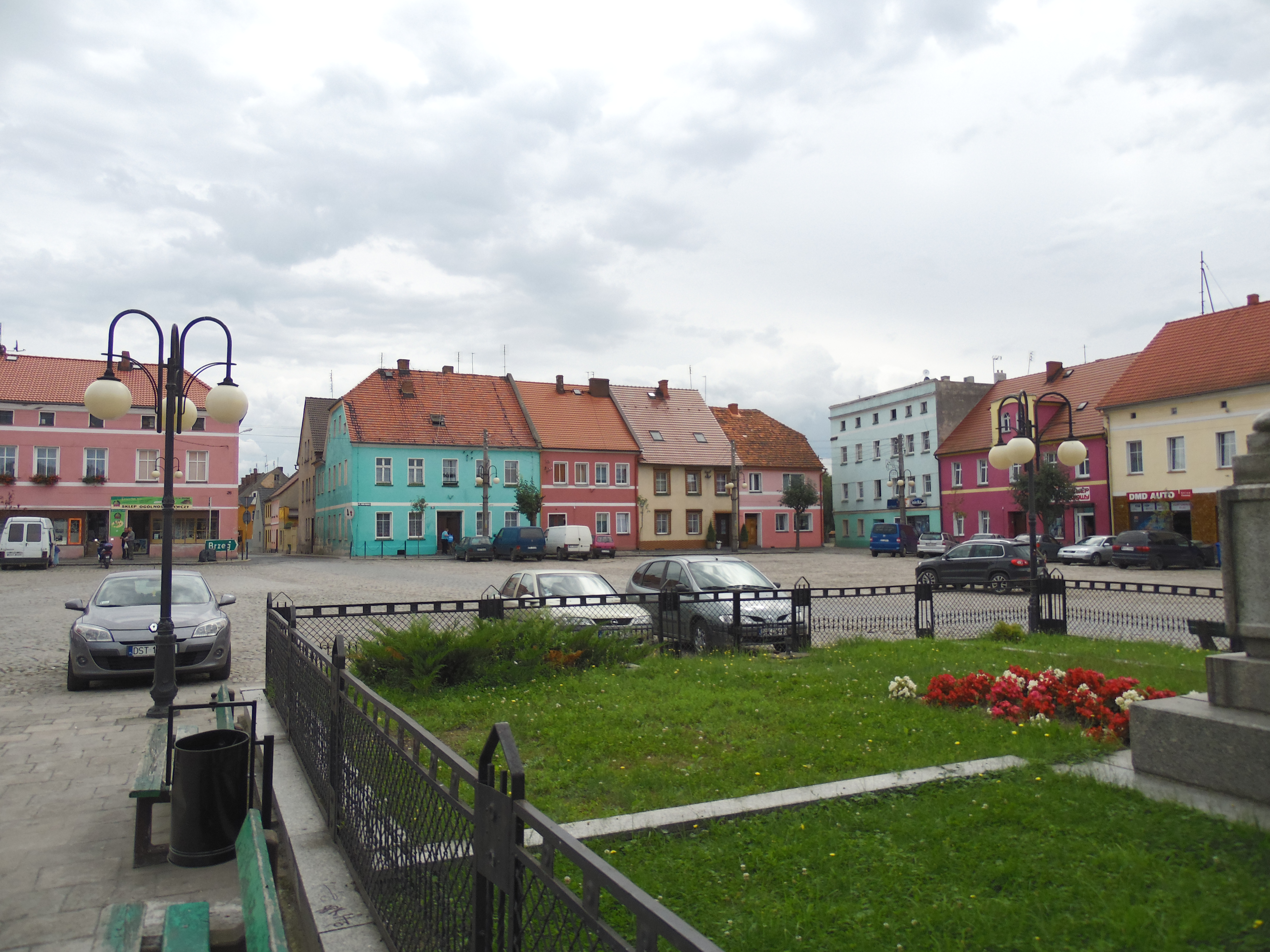
Ring

Im Jahre 1250 erteilte Herzog Heinrich III. von Schlesien dem Breslauer Bischof Thomas I. die Erlaubnis, eine Stadt nach Deutschem Recht auf seinem bischöflichen Gebiet nahe dem Dorfe „Wansaw“ zu gründen. Zur Unterscheidung erhielt der altslawische Ort den Namen „Alt Wansen“ (lateinisch Antiqua Wansow). Zwei Jahre später beauftragte Bischof Thomas I. seinen Vogt Johannes mit der Anlage der neuen Stadt „villa sua Wanzow“ sowie mit dem Anwerben von deutschen Siedlern. Im gleichen Jahr wurde Wansen das Marktrecht verliehen.
In einer bischöflichen Urkunde von 1285 erscheint erstmals ein Pfarrer Friedrich in Wansen als Zeuge. Die Pfarrkirche wurde erst 1483 erstmals erwähnt, dürfte jedoch schon bei der Gründung 1250 bestanden haben.
1350 verzichtete der Münsterberger Herzog Nikolaus auf alle Hoheitsrechte des Wansener Haltes, der aus der Stadt Wansen und mehreren Dörfern bestand. Damals fiel das Gebiet endgültig an das Fürstentum Neisse. Als weltliches Herrschaftsgebiet der Breslauer Bischöfe bestand das Territorium von 1290 bis zur Säkularisation 1810, wobei es von 1342 bis zur preußischen Annexion 1742 ein Lehen der Krone Böhmen war. Die Stadt hatte das Unglück, in den Jahren 1606, 1630, 1633, 1636, 1642, 1659, 1668, 1681, 1684 und 1784 teils ganz, teils halb abzubrennen.
Trotz Zuzug deutscher Siedler war das Umland von Wansen bis Strehlen bis Ende des 18. Jahrhunderts sprachlich und kulturell gemischt. Es ist davon auszugehen, dass sich unter der Bevölkerung erst allmählich die deutsche Sprache durchsetzte. Mitte des 17. Jahrhunderts verlief die deutsch-polnische Sprachegrenze noch bei Strehlen. In den südlich von Wansen gelegenen Dörfern Brikenkretscham, Plohe und Krippitz war lange die polnische Sprache dominierend.
Nach dem Ersten Schlesischen Krieg fiel Wansen mit dem größten Teil Schlesiens an Preußen. Im Zuge von Grenzbereinigungen zwischen den schlesischen Regierungsbezirken gab der Kreis Grottkau 1816 die Stadt Wansen sowie die Dörfer Alt Wansen, Bischwitz, Halbendorf, Johnwitz, Knischwitz und Spurwitz an den Kreis Ohlau ab. Ab 1879 bestand das Amtsgericht Wansen. Von 1932 bis 1945 gehörte Wansen zum Landkreis Strehlen im Regierungsbezirk Breslau in der Provinz Schlesien.
Als Folge des Zweiten Weltkriegs fiel Wansen im Mai 1945 wie fast ganz Schlesien an Polen. Danach begann die Zuwanderung von Polen. Soweit die deutschen Bewohner nicht geflohen waren, wurden sie in der darauf folgenden Zeit von der örtlichen polnischen Verwaltungsbehörde aus Wansen vertrieben. 1956 wurde die Evangelische Kirche abgerissen.

## Verkehr
Der Bahnhof Wiązów lag an der Bahnstrecke Brzeg–Łagiewniki Dzierżoniowskie (Brieg–Heidersdorf).

## Gemeinde
Zur Stadt- und Landgemeinde Wiązów gehören neben der Stadtgemeinde Wiązów 26 Dörfer mit einem Schulzenamt.

## Städtepartnerschaft
- Bielefeld, Deutschland

## Sehenswürdigkeiten

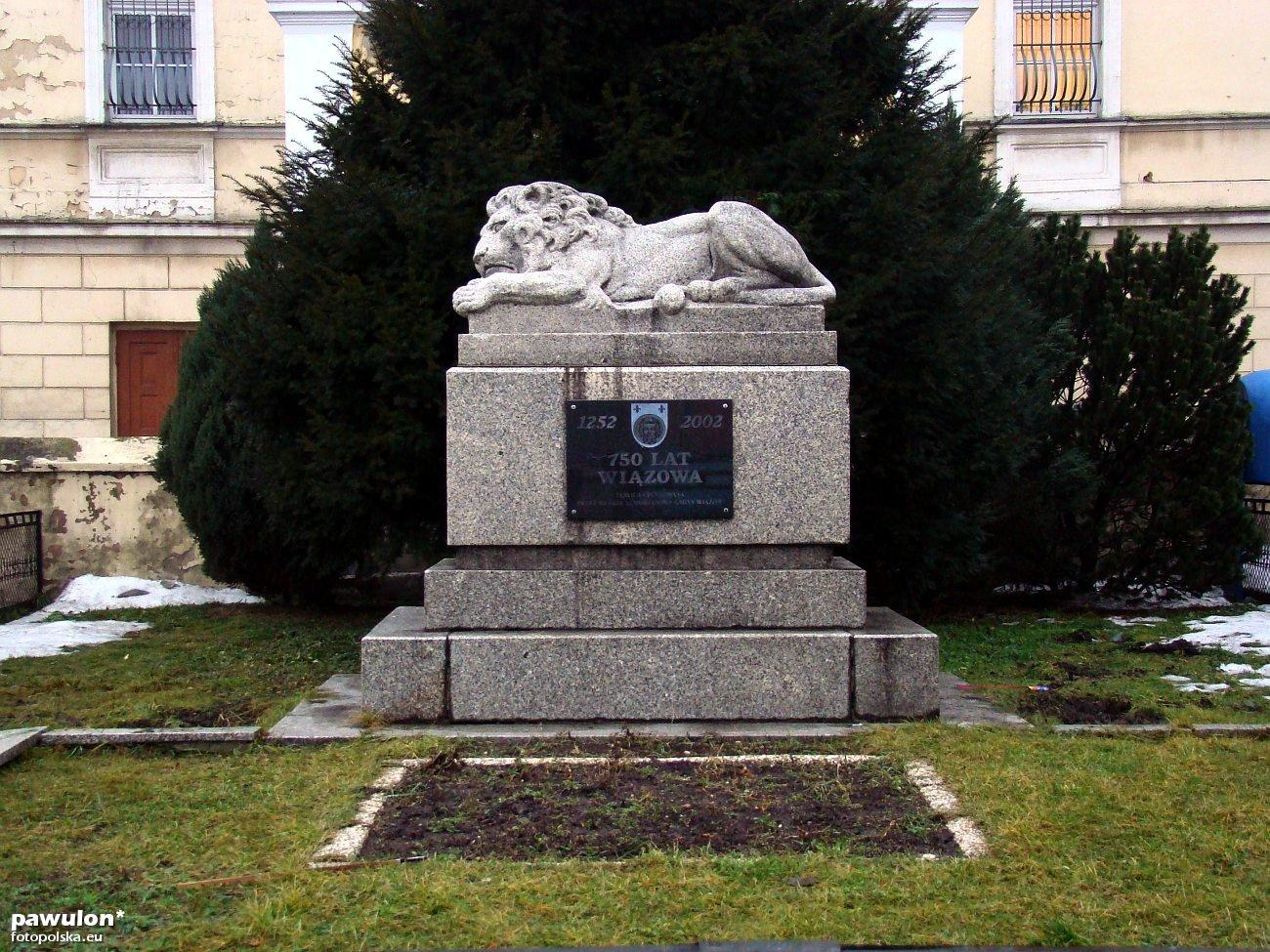
Schlafender Löwe

- Das Rathaus am Ring wurde im 16. Jahrhundert erbaut und 1871–1872 im Stil des Spätklassizismus umgebaut.
- Die 1285 erstmals erwähnte Nikolauskirche steht im Westen der Stadt. Sie wurde 1914–1917 im neobarocken Stil errichtet.
- Bürgerhäuser im Ring
- Schlafender Löwen – Löwenskulptur am Ring
- Mühle am Mühlgraben

## Einwohnerentwicklung
| Jahr | Einwohner | Anmerkungen                           |
| ---- | --------- | ------------------------------------- |
| 1783 | 576       | Katholiken                            |
| 1905 | 2355      | davon 585 Evangelische und acht Juden |
| 1933 | 3036      | [ 8 ]                                 |
| 1939 | 3156      | [ 8 ]                                 |

## Söhne der Stadt
- Max Hasak (1856–1934), Architekt
- Kurt Engelbert (1886–1967), Kirchenhistoriker
- Werner Glogauer (1925–2013), Pädagoge